# 杨家庄镇 (涞源县)
杨家庄镇，是中华人民共和国河北省保定市涞源县下辖的一个乡镇级行政单位。

## 行政区划
杨家庄镇下辖以下地区：
浮图峪社区、木吉村社区、铜矿社区、钢厂社区、杨家庄村、东张家庄村、兰家庄村、支家庄村、铁岭村、高家庄村、小河村、周家庄村、范家庄村、牛沟掌村、天桥村、仝川村、烟煤洞村、隋家庄村、井家滩村、南李庄村、土安村和三道城村。